# Linfochine
Le linfochine rappresentano un gruppo di interleuchine liberate dai linfociti T attivati. Svolgono svariati ruoli nelle reazioni immunitarie.
Le linfochine possono svolgere due azioni fondamentali:
- Attaccano direttamente la cellula estranea (o contaminata da virus, o da batteri intracellulari), provocando dei fori, che renderanno più facile il lavoro dei Macrofagi;
- Le linfochine svolgono anche un'azione di attrazione per le cellule estranee, attrazione che vale solo per le cellule estranee che il CTL ha prima riconosciuto, dando così il via alla produzione delle linfochine, delle plasmacellule, anticorpi e infine cellule della memoria.

Nell'infiammazione, le linfochine stimolano i macrofagi a sintetizzare e liberare prostaglandine, le quali a loro volta inibiscono la liberazione di linfochine dai linfociti attivi. È un meccanismo a feedback negativo che determina la regressione dell'infiammazione.
| Controllo di autorità | Thesaurus BNCF 55730 · LCCN (EN) sh85079153 · BNF (FR) cb12123438j (data) · J9U (EN, HE) 987007541169105171 |